# 岐阜県道54号岐阜停車場線
岐阜県道54号岐阜停車場線（ぎふけんどう54ごう ぎふていしゃじょうせん）とは、岐阜県岐阜市内の県道（主要地方道）である。

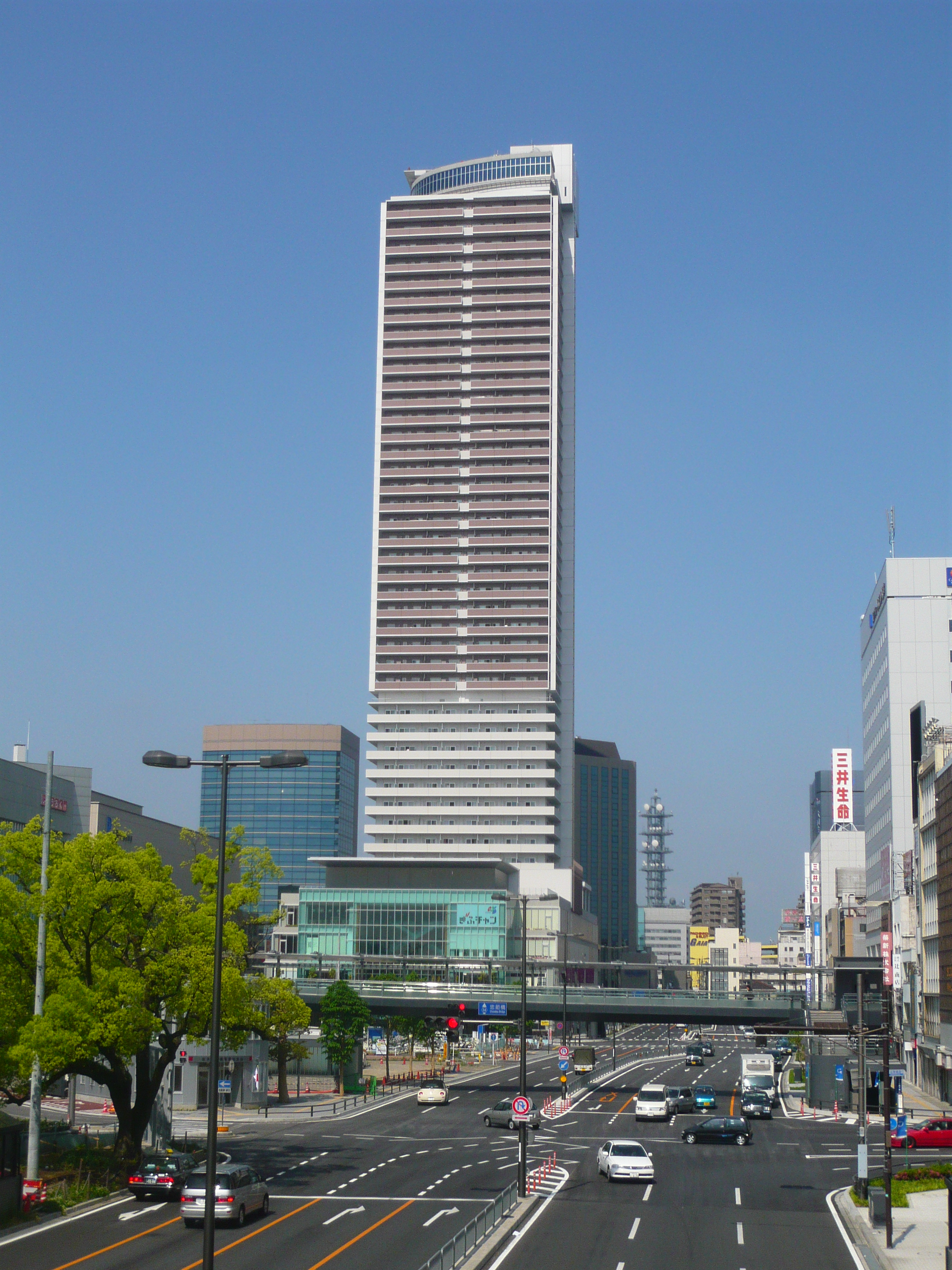
正面が岐阜シティ・タワー43

## 概要
JR東海道本線・高山本線 岐阜駅北口への連絡道路である。
岐阜駅北交差点から金町5丁目交差点は金華橋通りの一部である。かつては「平和通り」と呼んでいた通りであるが、戦前は「凱旋道路」と呼ばれていた。
周辺には繊維問屋街、商店街がある。

### 路線データ
- 岐阜駅北口（岐阜駅北交差点）で東西2方向に分離する。そのため、起点は2か所あるとして記述する。
起点1：岐阜県岐阜市神田町（国道157号交点）
起点2：岐阜県岐阜市問屋町（西問屋町交差点、忠節橋通り交点）
終点：岐阜県岐阜市金町（国道157号・岐阜県道151号岐阜羽島線交点）
- 実延長：1,135m[1]

## 歴史
- 1993年（平成5年）5月11日 - 建設省から、県道岐阜停車場線が岐阜停車場線として主要地方道に指定される[2]。

## 路線状況

### 別名
- 金華橋通り（岐阜市）
- 平和通り（岐阜市）

## 地理

### 通過する自治体
- 岐阜県
  - 岐阜市

### 交差する道路
- 国道157号（国道248号重複、加納中通り、長良橋通り）（岐阜市神田町）
- 国道157号（国道303号など重複、岐阜東西通り）・岐阜県道151号岐阜羽島線（金華橋通り、岐阜東西通り）（岐阜市金町5丁目・金町5交差点）

### 周辺
- JR東海道本線・高山本線 岐阜駅
- 名鉄名古屋本線・各務原線 名鉄岐阜駅
- JR岐阜駅バスターミナル
- 岐阜シティ・タワー43
- 岐阜市文化センター
- 金神社

## その他
- 岐阜駅南口に接続する道路は、岐阜県道187号岐阜停車場城南線である。
- 岐阜駅北口の大岐阜ビル沿い（吉野町5丁目）の当道路の路線価は2006年（平成18年）以降15年連続で岐阜県内最高値となっている。
  - 2007年（平成19年）：42万円/m2[3]
  - 2020年（令和2年）：47万円/m2[4][5]